# Al-Burkan
Al-Burkan (O Vulcão, alt. Al-Burkan al Watani) foi um grupo terrorista dissidente líbio que se opunha ao governo de Muammar Gaddafi e que assumiu a responsabilidade por vários assassinatos e ataques políticos na Europa durante a década de 1980. Um líder do Al-Burkan, Ragab Mabruk Zatout, afirmou ter se encontrado pessoalmente com Oliver North e recebido apoio da inteligência estadunidense.
O Al-Burkan assumiu a responsabilidade pelo assassinato do embaixador da Líbia na Itália em 21 de janeiro de 1984, em Roma. Um empresário líbio com laços estreitos com Gaddafi foi morto em 21 de junho de 1984, em Atenas, durante a visita de Abdul Salam Turayki, secretário de relações exteriores da Líbia.
Tanto o Al-Burkan quanto a Brigada Sadr Iraquiana assumiram a responsabilidade pelo ataque de 11 de setembro de 1984 contra dois diplomatas líbios em Madri. Em 1985, Al-Burkan assumiu a responsabilidade pelo assassinato do chefe do Escritório de Informações da Líbia em Roma.
Em 1996, o programa Dispatches, do Channel 4 da BBC, produziu um documentário sobre o assassinato a tiros da policial londrina Yvonne Fletcher durante a manifestação de 17 de abril de 1984 na embaixada da Líbia. O programa alegava que Al-Burkan havia se infiltrado no prédio e atirado em Fletcher.